# Шнеерсон, Йосеф Ицхок
Йо́сеф И́цхок Шне́ерсон (Иосиф Шолом-Берович Шнеерсон, 9 [21] июня 1880, Любавичи, Могилёвская губерния — 28 января 1950, Бруклин, Нью-Йорк, США) — 6-й любавичский ребе.

## Биография
Единственный сын р. Шолома Дов Бера, 5-го любавичского ребе и его двоюродной сестры Штерны Соры Шнеерсон. С раннего возраста выполнял различные поручения отца. В 17 лет стал его личным секретарём. В 1897 году женился на своей троюродной сестре Нехаме Дине Шнеерсон (1882—1971), дочери кишинёвского раввина Аврома Шнеерсона (см. Шнеерсон, Бен-Цион). Назначен отцом главой сети иешив Томхей Тмимим.
Дочери:
- Хана (1899—1991). Муж (с 1921 года) — ребе Шмарьягу Гурари (РАШАГ)[7] (1897—1989). Внук — Барри (Шолом Довбер) Гурари[англ.] (1923—2005), физик, работал в университете Джонса Хопкинса, в Колумбийском университете; его жена (с 1953 г.) — Мина Хаскинд (1923—1999). В 1980-е годы возник спор о библиотеке Шестого любавичского ребе между Барри Гурари и хасидской общиной.
- Хая Мушка[англ.] (1901—1988). Муж (с 1928 года) — ребе Менахем Мендл Шнеерсон.
- Шейна (1904—1942). Муж (с 1932) — ребе Менахем Мендл Горенштейн. Шейна, её супруг и их приёмный сын погибли в Аушвице.

Неоднократно обращался к зарубежным правительствам и еврейским общинам с просьбой повлиять на царское правительство остановить еврейские погромы. За свою деятельность дважды был арестован, но вскоре освобождён.
Во время Первой мировой войны вместе с отцом переехал в Ростов-на-Дону. В 1920 году после смерти отца занял пост любавичского ребе. Одновременно с этим начал развивать деятельность Хабада за границей. В 1921 году открыта иешива Томхей Тмимим в Варшаве. В 1924 году переехал в Москву, затем в Ленинград, где снял квартиру по адресу улица Моховая, 22/12, в которой жили также его жена, мать, дочери. Ребе неоднократно получал угрозы в свой адрес от евсекции с требованием прекратить свою религиозно-просветительскую и благотворительную деятельность, однако угрозы на него не действовали. В советской прессе того времени его характеризовали как «проходимца».
14 июня 1927 года был арестован органами ОГПУ и препровождён в Шпалерную тюрьму. На третий день был приговорён к смертной казни (его собственное свидетельство), которая под давлением общественности (германские и латвийские парламентарии, «Политический Красный Крест») была заменена на ссылку в Кострому; однако буквально через несколько дней ссылка была заменена на выдворение из Советского Союза откуда он переместился в Ригу, Латвия. Тем не менее р. Йосеф-Ицхак в течение многих лет оставался руководителем нелегальных общин Хабада в СССР.
В 1929 году совершил поездку в Палестину. По ходатайству Мордехая Дубина ребе поселился в Риге, где прожил до 1934 года. В 1934 году переселился в Отвоцк (Польша).
В начале 1940 года, во время Второй мировой войны, по ходатайству последователей в США и при помощи руководителя Абвера (немецкой военной разведки и контрразведки) адмирала Вильгельма Канариса смог через Германию выехать в Ригу, откуда через Швецию отплыл в Нью-Йорк.
В США ребе приобрёл дом в районе Бруклин по адресу 770 Eastern Parkway. С этого времени этот дом стал центром движения Хабад, а «770» — одним из символов движения. Вскоре после прибытия на американскую землю ребе занялся распространением движения в этой стране. Вскоре были созданы все основные учреждения: иешива Томхей Тмимим, издательство Кехос, молодёжное движение хасидов Хабад.
Ребе скончался в 1950 году. Ему наследовал его зять Менахем Мендл Шнеерсон.

## Библиотека Шнеерсона
Основой собрания древнееврейских книг и рукописей Шнеерсона была коллекция, начало которой было положено в XVIII веке. Коллекция была национализирована в 1918 г., что вызвало судебные споры в 1990-х — 2010-х годах.

## Публикации
- Йосеф-Ицхок Шнеерсон. Семейные предания Любавичского Ребе. Перевод с идиша в литературной обработке — Лев Олейник. М.: Книжники, 2023. — 768 с.